# Slow Loop
Slow Loop (スローループ Surōrūpu?) es una serie japonesa de manga de pesca recreativa escrita e ilustrada por Maiko Uchino. Comenzó su serialización en la revista manga seinen Manga Time Kirara Forward de Hōbunsha desde septiembre de 2018. Se ha recopilado hasta el momento en cuatro volúmenes tankōbon. Una adaptación de la serie a anime producido por el estudio Connect está programada para estrenarse en enero de 2022.

## Personajes
Hiyori Minagi (海凪 ひより Minagi Hiyori?) / Hiyori Yamakawa (山川 ひより Yamakawa Hiyori?)
 Seiyū: Rin Kusumi
Koharu Minagi (海凪 小春 Minagi Koharu?)
 Seiyū: Natsumi Hioka
Koi Yoshinaga (吉永 恋 Yoshinaga Koi?)
 Seiyū: Tomomi Mineuchi
Futaba Fukumoto (福元 二葉 Fukumoto Futaba?)

## Media

### Manga
Slow Loop es escrito e ilustrado por Maiko Uchino, comenzó su serialización en la revista Manga Time Kirara Forward de Hōbunsha desde septiembre de 2018, y hasta el momento ha sido compilada en 4 volúmenes tankōbon.
| Volúmenes de manga publicados | Volúmenes de manga publicados | Volúmenes de manga publicados |
| Número                        | Fecha de publicación          | ISBN                          |
| ----------------------------- | ----------------------------- | ----------------------------- |
| 1                             | 12 de marzo de 2019           | ISBN 978-4-8322-7076-3        |
| 2                             | 11 de octubre de 2019         | ISBN 978-4-8322-7125-8        |
| 3                             | 12 de junio de 2020           | ISBN 978-4-8322-7197-5        |
| 4                             | 12 de enero de 2021           | ISBN 978-4-8322-7241-5        |

### Anime
El 24 de diciembre de 2020 se anunció una adaptación de la serie a anime. La serie estará animada por el estudio Connect y dirigida por Noriaki Akitaya, con guiones de Yuka Yamada, personajes diseñados por Shoko Takimoto, quien también se desempeña como jefe director de animación , y música compuesta por Takurō Iga. La serie se estrenará en enero de 2022.